# Fiordo de Trondheim
El fiordo de Trondheim (en noruego, Trondheimsfjorden) es un entrante del mar de Noruega en la parte centro occidental de Noruega que, con 130 kilómetros, es el tercer fiordo más largo del país.

## Geografía

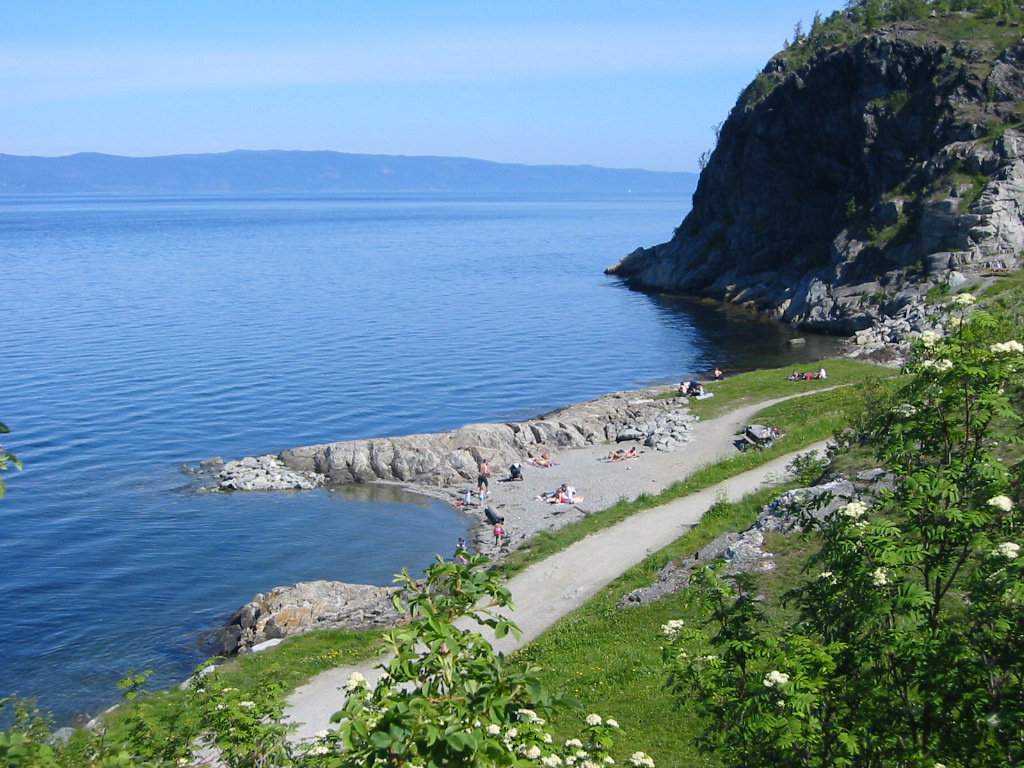
El fiordo, en la parte más ancha al este de Trondheim. Las montañas sobre la costa norte del fiordo tiene alrededor de 600 m. Korsvika, el este de Trondheim, vista hacia el norte.

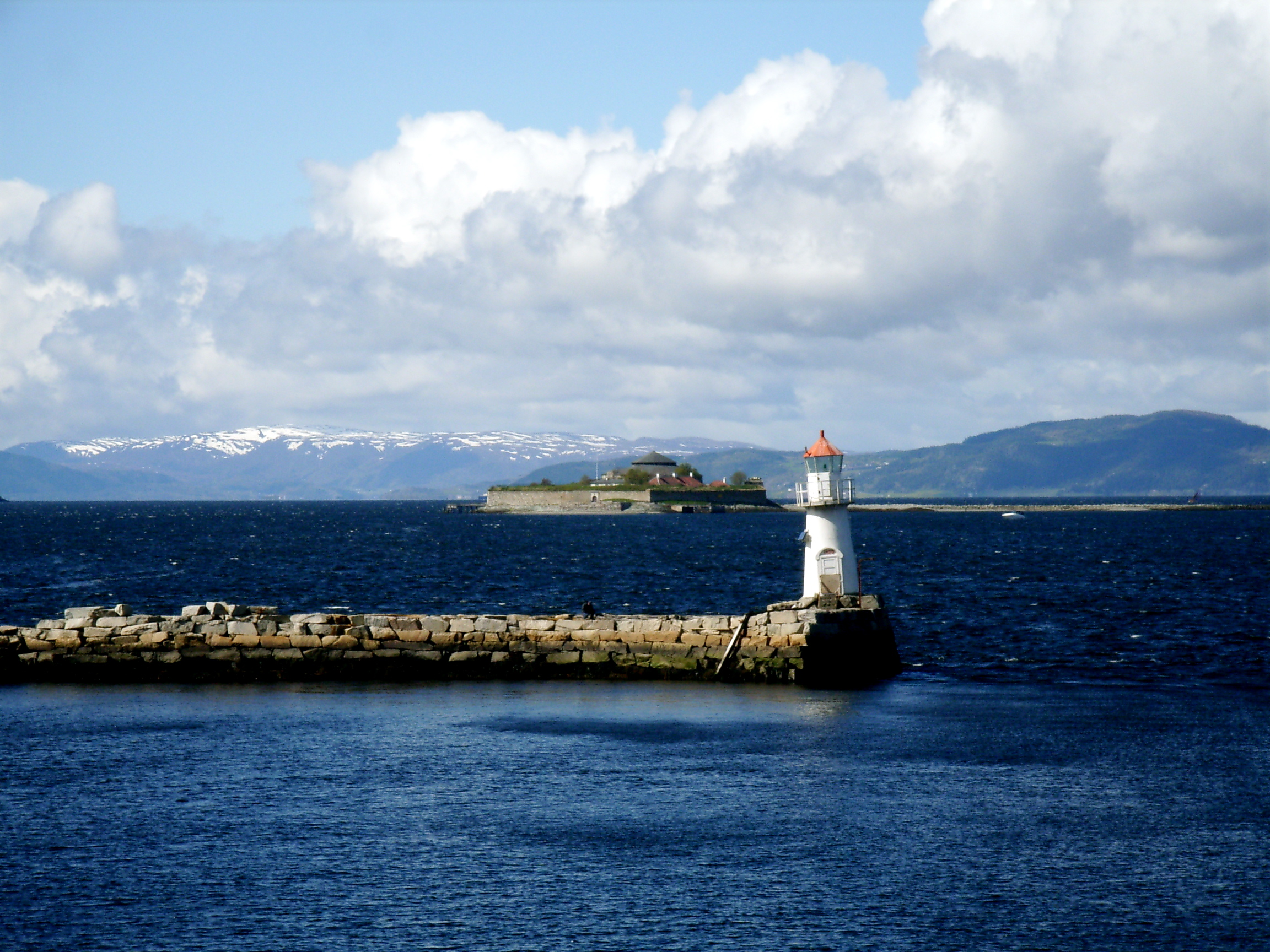
Faro e isla Munkholmen en el fiordo de Trondheim.

El fiordo de Trondheim se extiende desde el municipio de Ørland, en el oeste, hacia el sureste hasta llegar a la ciudad de Trondheim, y de ahí se vuelve hacia el noreste hasta alcanzar la ciudad de Steinkjer. Una de las partes más estrechas del fiordo, el estrecho Skarnsund, está atravesado por el puente Skarnsund. La parte del fiordo al norte del estrecho se conoce como Beitstadfjorden. La mayor profundidad es de 617 m, que se alcanza en Agdenes.
Las islas más grandes del fiordo son Ytterøy y Tautra; la pequeña Munkholmen se encuentra cerca del puerto de Trondheim; hay varias islas en la entrada del fiordo. 
La principal ciudad en el fiordo es Trondheim, con 170 936 hab. (2010). También destacan Stjørdal (20 616 hab. en 2008), Levanger (18 355 hab. en 2008) y Steinkjer (20 672 hab. en 2008) y Verdal (14 210 hab. en 2008), que se encuentran en la costa este y noreste del fiordo. La pequeña localidad de Rissa (6384 hab. en 2004) está situada en la entrada del fiordo. 
La parte principal del fiordo de Trondheim está hielo libre durante todo el año, y sólo el Verrasundet, una larga y estrecha rama del fiordo en la parte norte, puede quedar cubierta de hielo gran parte del invierno. El Beitstadfjorden también puede congelarse en invierno, pero solo por un par de semanas.

## Actividad económica
Aker Verdal, en Verdal, produce grandes plataformas petrolíferas para el sector del petróleo. Un astillero de Rissa completó el lujoso crucero-residencial The World. En Fiborgtangen, una península de la costa oriental del fiordo, hay una gran fábrica de papel propiedad de Norske Skog .

## Vida marina
El fiordo de Trondheim tiene una rica vida marina, con especies tanto del sur como del norte: al menos, 90 especies de peces han sido observadas y el fiordo tiene la mayor producción biológica entre los fiordos de Noruega. En los últimos años, en aguas profundas, fueron descubiertos en el fiordo corales (Lophelia pertusa), no lejos de la ciudad de Trondheim. Varios de los mejores ríos salmoneros de Noruega desaguan en el fiordo de Trondheim, entre ellos el Gaula (en Melhus justo al sur de Trondheim), Orkla (en Orkdal), Stjørdalselva (en Stjørdal) y Verdalselva (en Verdal).
Las tierras bajas al este y al sur del fiordo representan una de las mejores áreas agrícolas de Noruega. La península Fosen, más accidentada y montañosa, se sitúa al oeste y noroeste, proporcionando refugio de los vientos comunes a las zonas costeras.

## Historia
El fiordo de Trondheim fue una importante ruta navegable en época vikinga, y aún sigue siéndolo hoy en día. En 1888, una avalancha submarina de lodo causó un tsunami que mató a una persona en Trondheim y la rotura de tres líneas de ferrocarril.